# Kura (Insel)
Kura (indonesisch Pulau Kura, Schildkröteninsel) ist eine indonesische Insel des Alor-Archipels. Einer lokalen Sage nach entstand die Insel aus einer riesigen Schildkröte, was ihr den Namen gab.

## Geographie
Die Insel liegt in der Blangmerangbucht, an der Nordküste der Insel Pantar. Kura hat rund 50 Hektar Fläche und ist bewohnt. Sie gehört zum Distrikt Westpantar (Pantar Barat).